# Bonifacio Finetti
Bonifacio Finetti (né le 16 février 1705 à Gradisca d'Isonzo, et mort le 20 juin 1782 à Farra d'Isonzo) est un orientaliste et hébraïsant italien.

## Biographie
Né le 16 février 1705 à Gradisca d'Isonzo, il entra dans l'Ordre des Prêcheurs, et se consacra surtout à l'étude des langues orientales. En 1756 il mit au jour : Trattato della lingua ebraïca e dei sui affini, Venise, in-8°. C’était l’essai d’un grand ouvrage dans lequel l’auteur se proposait de montrer les caractères distinctifs de chaque langue, en indiquant leur origine et leur filiation. Sa préface donne une idée avantageuse des connaissances qu’il avait acquises sur cette matière ; et l’on doit regretter qu’il n’ait pu, faute d’encouragements, accomplir cet utile projet.

## Œuvres
- Trattato della lingua ebraïca e dei sui affini, Venise, Antonio Zatta, 1756 (lire en ligne)